# Slettnes fyr
Slettnes fyr (norsk fyrliste nummer 956500) er verdens nordligste fyr på fastland, og ligger i Gamvik kommune i Troms og Finnmark fylke i Norge. Fyret er 39 meter højt, og det eneste støbejernsfyr i Finnmark Fyret ligger ca. 8 meter over havet.
Fyrstationen blev bygget i perioden 1903–1905. Under den anden verdenskrig i 1944 sprængte og brændte tyskere fyret. Trods det stod to tredjedele af tårnet der fortsat. I 1998 blev fyret fredet som kulturminde.
Fyret ligger i Slettnes naturreservat som blev oprettet i 1996. Naturreservatet er et af skandinavens vigtigste yngleområder for vadefugle.

## Historie og udvikling

### Tre nye kystfyr i Finnmark i begyndelsen af 1900-tallet
Til trods for at der i perioden fra 1900 til 1910 blev stadig lavere budgetter til bygning af nye fyr, blev der bevilget penge til bygning af tre kystfyr i Finnmark. Dette var Slettnes, Kølnes og Helnes. For øvrigt skete der store forbedringer af fyrlysene i perioden ved at petroleumsglødebrændere blev indført. Resultatet var at lysstyrken i fyrene blev kraftigt øget. Slettnes fyr blev første gang tændt den 15. september 1905.
Slettnes fyr blev bygget på pynten af Nordkinnhalvøen, mellem Tanafjorden i øst og Laksefjorden i vest, og omkring #tre kilometer nord for landsbyen Gamvik. Dette er den nordligste landfaste fyr i verden.

### Anden verdenskrig og genopbygningen
Den tyske okkupationmagt besluttede under evakueringen af Finnmark at nedbrænde og ødelægge al infrastruktur og huse i 1944-45. Fyrstationerne blev heller ikke sparet. Slettnes fyr havde da eksisteret i kun 40 år, og det meste af bygningmassen måtte genopbygges. Af fyrtårnet stod bare de #ti nederste jernringe tilbage, efter at fyrstationen blev bombarderet. Renoveringen blev færdig sommer 1948 og da havde fyret fået et endnu højere tårn end det oprindelige. Det blev indsat et linseapparat af 4. orden.
Arkitekterne Gudolf Blakstad og Herman Munthe-Kaas stod bag tegningerne af de nye bygninger i 1948. Der blev opført lave bygninger i træ og beton rundt om fyret. Blandt andet blev der rejst to beboelseshuse, en stald, das, skur og maskinhus som tilsammen danner et tun. Byggearbejdet tog tre år og kostede 944.787 kroner.

### Teknisk udvikling
Første tågesignal blev opsat i 1922, og efter krigen blev der i 1949 igen sat ind tågesignal på fyret. I 1955 blev der oprettet radiofyr. Fyret blev elektrificeret i 1956 ved at der blev installeret et dieselaggregat. Fyrvogterne boede med deres familier på fyrstationen helt frem til 1973, da den sidste familie forlod Slettnes. Efter dette gik fyrvagterne i turnusordning. Fyret blev automatiseret i 2005.
I den nationale værneplan for fyrstationerne hedder det at Slettnes fyrstation har arkitektoniske og bygningshistoriske værdier, med de enkle bygningvolumener tæt sammen ved det høje tårn. Fyrstationen er et imponerende landemærke yderst mod havet i et ellers fladt landskab.
25. juli 1964 var stedet det varmeste i Norge med 27,6 °C.
I dag er det muligt at leje fyret til selskaber via Gamvik museum.

Slettnes fyr har rødt tårn med to hvide brede ringe. Tårnet er 39 meter højt og lysets højde er 44 meter over havet. Fyrkarakteren er FI W 20s, det vil sige hvidt lysblink hver 20. sekund. Lysstyrken er 1.707.000 cd, lysvidden er 17,6 nautiske mil. Fyret er fænget fra 12. august til 24. april.